# Мария фон Ебнер-Ешенбах
Баронеса Мария фон Ебнер-Ешенбах (на немски: Marie Freifrau Ebner von Eschenbach) е австрийска писателка и драматург, авторка предимно на психологически романи и повести. Най-голяма известност ѝ носи романът „Светското дете“ (Das Gemeindekind, 1887). В наши дни е популярна предимно като авторка на множество крилати фрази, цитати и афоризми.

## Биография
Мария Дубски е родена на 13 септември 1830 г. в замъка Здиславице в Моравия. Дъщеря е на барон Франц Дубски (от 1843 г. граф Дубски) и втората му съпруга баронеса Марие фон Фокел. Мария изгубва майка си в ранното си детство, но получава сериозно възпитание и образование от двете си мащехи.
През 1848 г., на 18-годишна възраст, се омъжва за един свой братовчед, с 15 години по-възрастен от нея. Барон Мориц фон Ебнер-Ешенбах е по това време само австрийски капитан и военен инженер, но впоследствие достига чин фелдмаршал. Двойката се установява първо във Виена, а след това в Зноймо, в Южна Моравия, където е разквартируван съпругът ѝ. След 1860 г. отново се връща във Виена.
Мария се отдава първо на драматургията. Първата ѝ драма „Мария Стюарт от Шотландия“ търпи неуспех не само на сцената, но и при критиката. После следват няколко кратки пиеси и една комедия с променлив успех.
След ограничените постижения в областта на драмата тя се впуска в прозата. Успехът на „Erzählungen“ (1875) ѝ показва къде е силата ѝ. И тя с право започва да се счита за първата съвременна немскоезична писателка, впечатляваща предимно с дълбочината на наблюдението, обективността на изобразяването, тънкия хумор и живото социално чувство, с които са проникнати произведенията на тази аристократка по рождение и вкус.
Кръгът на наблюдението ѝ се разширява, тя навлиза в буржоазните кръгове и дава описание и на тази разрастваща се среда от немската действителност през 19 век. Прави впечатление широката подробно обрисувана галерия прислужници, която преминава през нейните произведения. Главният талант на Ебнер-Ешенбах е умението да разказва, да направлява разказа. На това са подчинени описанията на отделните характери, поведението на героите, средата, настроенията, независимо доколко сполучливо или не е успяла да се справи с тази задача. Обективно, без всякаква тенденциозност са очертани обществените противоречия в света, който я заобикаля.
Умира на 12 март 1916 година във Виена на 85-годишна възраст.